# Anna Swoboda
Anna Swoboda (* 8. Oktober 1998 in Ober-Piesting) ist eine österreichische Triathletin. Sie ist Juniorenweltmeisterin (2016) und U23-Staatsmeisterin Wintertriathlon (2018).

## Werdegang
Anna Swoboda besuchte in Wiener Neustadt das Bundesgymnasium Zehnergasse. Sie betreibt Triathlon seit 2014 und erzielte ihre besten Erfolge im Wintertriathlon.
Im österreichischen Zeltweg wurde Anna Swoboda im Februar 2016 Juniorenweltmeisterin Wintertriathlon. Im Mai 2016 wurde sie Vierte bei der Triathlon-Europameisterschaft in der Altersklasse 16–19.
Bei der Juniorenweltmeisterschaft im Modernen Fünfkampf wurde sie im Oktober 2017 in Spanien Zweite (erstes Rennen Biathle: Laufen, Schwimmen, Laufen; zweites Rennen Triathle: Schießen, Schwimmen, Laufen).
Im Jänner 2018 wurde die damals 19-Jährige bei ihrem ersten Start in der Klasse U23 Vierte bei der Weltmeisterschaft Wintertriathlon in Rumänien (7,5 km Crosslauf, 13,25 km Mountainbike und 10 km Langlauf). Bei der U23-Europameisterschaft Wintertriathlon wurde sie im Februar in Italien Dritte. Im März wurde sie in Villach U23-Staatsmeisterin Wintertriathlon und im Mai in Innsbruck auch Vizestaatsmeisterin Crosstriathlon.
Bei der ITU-Weltmeisterschaft U23 Cross-Triathlon belegte sie im Juli 2018 in Dänemark den fünften Rang.

## Sportliche Erfolge
| Datum/Jahr    | Rang | Wettbewerb                                       | Austragungsort     | Zeit     | Bemerkung                     |
| ------------- | ---- | ------------------------------------------------ | ------------------ | -------- | ----------------------------- |
| 25. Juli 2020 | 15   | ÖTRV Staatsmeisterschaft Triathlon Sprintdistanz | Wallsee-Sindelburg | 01:15:45 | beim Mostiman Triathlon       |
| 1. Sep. 2018  | 7    | Triathlon Grado                                  | Grado              |          |                               |
| Sep. 2017     | 10   | Triathlon Grado                                  | Grado              |          |                               |
| 3. Juni 2017  | 6    | ÖTRV Staatsmeisterschaft Triathlon Sprintdistanz | Maria Lankowitz    | 01:13:07 |                               |
| 27. Mai 2016  | 4    | ETU Triathlon European Championship 16–19        | Lissabon           | 01:14:41 | Triathlon-Europameisterschaft |
| 11. Juli 2015 | 16   | ETU Triathlon European Championship 16–19        | Genf               | 01:24:56 | Triathlon-Europameisterschaft |

| Datum/Jahr    | Rang | Wettbewerb                              | Austragungsort | Zeit       | Bemerkung |
| ------------- | ---- | --------------------------------------- | -------------- | ---------- | --- |
| 16. Juni 2022 | 5    | ÖTRV Staatsmeisterschaft Crosstriathlon | Graz           | 02:59:02   | hinter Carina Wasle |
| 10. Juli 2018 | 5    | ITU Cross Triathlon World Championships | Fyn            | 03:04:56   | ITU-Weltmeisterschaft U23 Cross-Triathlon                                                                                     |
| 26. Mai 2018  | 2    | ÖTRV Staatsmeisterschaft Crosstriathlon | Innsbruck      | 02:27:51,7 | Vizestaatsmeisterin Crosstriathlon im Rahmen des X-Triathlon Innsbruck (1 km Schwimmen, 27 km Mountainbike und 9,6 km Laufen) |

| Datum/Jahr    | Rang | Wettbewerb                                            | Austragungsort   | Zeit     | Bemerkung                                                                               |
| ------------- | ---- | ----------------------------------------------------- | ---------------- | -------- | --------------------------------------------------------------------------------------- |
| 6. März 2021  | 7    | ÖTRV Staatsmeisterschaft Wintertriathlon              | Villach          | 02:13:02 |                                                                                         |
| 8. Feb. 2020  | 9    | ITU Winter Triathlon World Championship U23           | Asiago           | 02:00:51 | 21. Rang Elite                                                                          |
| 4. Jan. 2020  | 8    | ITU Winter Triathlon World Cup                        | Harbin           | 02:04:57 |                                                                                         |
| 3. März 2018  | 1    | ÖTRV Staatsmeisterschaft Wintertriathlon U23          | Villach          | 01:52:43 | 3. Rang Elite                                                                           |
| 17. Feb. 2018 | 3    | ETU Winter Triathlon European Championship U23        | Catania          | 02:18:18 | 6,5 km Crosslauf, 12 km Mountainbike und 12 km Langlauf-Ski                             |
| 27. Jan. 2018 | 4    | ITU Winter Triathlon World Championship U23           | Cheile Grădiştei | 02:12:06 | Zehnte in der Gesamtwertung                                                             |
| 19. März 2017 | 1    | ÖTRV Staatsmeisterschaft Winter-Triathlon Juniorinnen | Villach          | 00:49:13 | 3 km Crosslauf, 5 km Mountainbike und 4 km Skaten/Langlaufski                           |
| 14. Feb. 2016 | 1    | ITU Winter Triathlon World Championship Mixed Relay   | Zeltweg          | 01:12:06 | Juniorenweltmeisterin im Team mit Michael Dallinger, Mona Ritter und Tjebbe Kaindl      |
| 13. Feb. 2016 | 1    | ITU Winter Triathlon World Championship Junior Women  | Zeltweg          | 00:48:01 | Juniorenweltmeisterin (3,6 km Crosslauf, 6 km Mountainbike und 4,8 km Skating-Langlauf) |

| Datum/Jahr    | Rang | Wettbewerb                                            | Austragungsort | Zeit        | Bemerkung                 |
| ------------- | ---- | ----------------------------------------------------- | -------------- | ----------- | ------------------------- |
| 29. Juli 2018 | 1    | Open European Championships Modern Biathle & Triathle | Weiden         | 00:17:23,16 | Biathle Junior w          |
| 29. Juli 2018 | 1    | Open European Championships Modern Biathle & Triathle | Weiden         | 00:22:42,62 | Triathle Junior w         |
| 13. Feb. 2016 | 2    | Biathle/Triathle World Championship Junior Women      | Viveiro        |             | Vizejuniorenweltmeisterin |

| Datum/Jahr    | Rang | Wettbewerb                                            | Austragungsort | Zeit | Bemerkung     |
| ------------- | ---- | ----------------------------------------------------- | -------------- | ---- | ------------- |
| 29. Apr. 2017 | 3    | Niederösterreichischen Landesmeisterschaften Duathlon | Maissau        |      | Sprintdistanz |

| Datum/Jahr    | Rang | Wettbewerb                         | Austragungsort | Zeit        | Bemerkung                                                 |
| ------------- | ---- | ---------------------------------- | -------------- | ----------- | --------------------------------------------------------- |
| 14. Okt. 2018 | 41   | Staatsmeisterschaften Halbmarathon | Graz           | 1:33:56,4 h | Staatsmeisterschaft Halbmarathon beim „Graz-Halbmarathon“ |
| 11. Apr. 2018 | 1    | Frauen Fun Run                     | Wien           | 11:03,2 min | Siegerin im 3-km-Rennen                                   |

(DNF – Did Not Finish)